# Nevinnomyssk

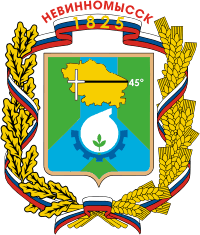
Stadens vapen.

Nevinnomyssk (ryska Невинномы́сск) är den fjärde största staden i Stavropol kraj, Ryssland. Folkmängden uppgick till 117 868 invånare i början av 2015.